# Adobe ColdFusion
Adobe ColdFusion（直译：冷聚变），是一个商用的快速应用程式开发平台，在1995年由JJ Allaire开创。ColdFusion最初是为了创建能与数据库连接的网站而开发的。2.0版本（1996年推出）以后，它成为了一个全面的开发平台,包括一个集成开发环境以及功能全面的脚本语言。ColdFusion支持的CFML（ColdFusion Markup Language）是一种脚本语言，文件以*.cfm为文件名，在ColdFusion专用的应用服务器环境下运行。cfm文件被编译器翻译为对应的C++语言程序，然后运行并向浏览器返回结果。它的设计思想被一些人认为非常先进，被一些语言所借鉴。

## 概况
Adobe ColdFusion的独到之处就是其使用的脚本语言,CFML。CFML在功能和用途上与PHP、ASP和JSP类似，但它的标签语法更像HTML，其脚本代码也像JavaScript。ColdFusion经常被用作CFML的同义词，但除ColdFusion之外也有其它CFML应用服务器，比如Railo和BlueDragon。除CFML之外ColdFusion也支持其它编程语言，比如服务器端的ActionScript。嵌入的脚本可以用类似JavaScript的脚本语言CFScript写成。
ColdFusion最初是Allaire公司的产品,于1995年7月2日发布，由Joseph J. "JJ"和Jeremy Allaire兄弟开发。Allaire公司于2001年被Macromedia公司收购，2005年Macromedia被Adobe併購，ColdFusion亦成為Adobe旗下產品。
ColdFusion经常用在数据驱动的网站及内部网的开发上，但也可以用来生成包括SOAP Web服务及Flash远程服务在内的远程服务。它也可以作为Adobe Flex应用的后台服务器。
ColdFusion也可以通过其网关接口处理像SMS和即时通讯的异步事件，这一功能在ColdFusion MX 7 Enterprise Edition中可以实现。

### 主要功能
ColdFusion提供了一系列现成的功能。其中主要的功能有：
- 简化的数据库访问
- 客户端及服务器端缓存管理
- 客户端代码生成，主要是用于表单控件和表单的验证
- DatePicker、Datagrid等GUI（图形用户界面）控件
- 通过引擎将HTML网页转换为PDF文件，转换后的PDF文件保持原网页的格式、布局和超链接
- 从Active Directory、LDAP（轻型目录访问协议）、POP（邮局协定）、HTTP、FTP等常用企业系统和RSS、Atom等常见数据格式中收集和检索数据

## 版本歷史
- 1995年：Allaire Cold Fusion version 1.0
- 1996年：Allaire Cold Fusion version 1.5
- 1996年：Allaire Cold Fusion version 2.0
- 1997年6月：Allaire Cold Fusion version 3.0
- 1998年1月：Allaire Cold Fusion version 3.1
- 1998年11月：Allaire ColdFusion version 4.0（space eliminated between Cold and Fusion to make it ColdFusion）
- 1999年11月：Allaire ColdFusion version 4.5
- 2001年6月：Macromedia ColdFusion version 5.0
- 2002年5月：Macromedia ColdFusion MX version 6.0 (build 6,0,0,48097), Updater 1 (build 6,0,0,52311), Updater 2 (build 6,0,0,55693), Updater 3（build 6,0,0,58500）
- 2003年7月：Macromedia ColdFusion MX version 6.1 (build 6,1,0,63958), Updater 1（build 6,1,0,83762）
- 2005年：Macromedia ColdFusion MX 7 (build 7,0,0,91690), 7.0.1 (build 7,0,1,116466), 7.0.2（build 7,0,2,142559）
- 2007年7月30日：Adobe ColdFusion 8（build 8,0,0,176276）
- 2008年4月4日：Adobe ColdFusion 8.0.1（build 8,0,1,195765）
- 2009年10月-05: Adobe ColdFusion 9 (build 9,0,0,251028)
- 2010年7月13日: Adobe ColdFusion 9.0.1 (build 9,0,1,274733)
- 2012年5月15日: Adobe ColdFusion 10 (build 10,0,0,282462)
- 2012年5月31日: Adobe ColdFusion 9.0.2 (build 9,0,2,282541)
- 2014年4月29日: Adobe ColdFusion 11 (build 11,0,0,289822)
- 2014年9月22日: Adobe ColdFusion 11 Update 1
- 2014年10月14日: Adobe ColdFusion 11 Update 2
- 2014年12月9日: Adobe ColdFusion 11 Update 3
- 2016年2月16日: Adobe ColdFusion (2016 release) (build 2016,0,0,297996)